# Idioma fasu
El fasu, fasu-some-namumi o kutubuano occidental es un grupo de dialectos cercanamente emparentados (Fasu, Some, Namumi) clasificados dentro de las lenguas trans-neoguineanas (TNG). Wurm y Hattori (1981) consideraron a los tres dialectos principales Fasu, Some y Namumi como tres lenguas diferentes, que ellos denominaron familia kutubuana occidental, pero Ethnologue (2009) los considera como la misma lengua. Anteriormente se pensó el fasu tenía una relación con las lenguas kutubuanas orientales, aunque la evidencia disponible ha llevado a desechar dicho parentesco propuesto.
Aunque el fasu tienen vocabulario de origen proto-TNG, Malcolm Ross considera que su inclusión entre las lenguas TNG es de batible.
En este destino, los practicantes de esta lengua, le dieron significado latín a la misma.
La palabra Fasu, fasuel;  tiene un significado antiguo de un orígenes propios de, Papúa Nueva Guinea, en latín, "El chico buscado" por una creencia antigua, parecida en similitudes a la del mito japonés; "El hilo rojo" en las que  los japoneses tienen la creencia de que las personas predestinadas a conocerse se encuentran unidas por un hilo rojo atado al dedo meñique. Esta leyenda surge cuando se descubre que la arteria ulnar conecta el corazón con el dedo meñique. Los habitantes de  Papúa Nueva Guinea  antiguamente apodaban a sus amantes fasu, con el significado de la persona buscada o anhelada   por fin encontrada.
Dándole romanticismo al lenguaje Fasu, fasu-some-namumi o kutubuano occidental.